# Mine de Benxihu
Benxihu (本溪湖煤矿, en chinois) est une mine de charbon et de fer située dans la province du Liaoning en Chine. 

## Historique
Creusée conjointement par les Japonais et les Chinois en 1905 dans le cadre de la coentreprise Benxi Coal and Steel Limited Company, la mine tombe progressivement sous le contrôle japonais jusqu'à l'invasion de la Chine par l'empire du Japon qui fonde le Mandchoukouo en 1932. 
L'envahisseur force les Chinois à travailler à la mine dans des conditions indignes où règnent typhus et choléra. 
Le 26 avril 1942, une explosion survient dans la mine de charbon de Liutang (柳塘, Honkeiko en japonais) et tue 1 549 mineurs, plus du tiers des mineurs travaillant ce jour-là. C'est la catastrophe minière la plus meurtrière de l'histoire.
Après l'explosion, le directeur japonais de la mine aurait fait arrêter l'aération, parant au danger d'incendie mais condamnant à mort tous ceux qui se trouvaient sous terre[réf. nécessaire].

## Sources
- (en) Cet article est partiellement ou en totalité issu de l’article de Wikipédia en anglais intitulé « Benxihu Colliery » (voir la liste des auteurs).